# Paweł Naumowicz
Paweł Naumowicz MIC (ur. 1966 w Elblągu) – marianin, ksiądz katolicki, prowincjał Polskiej Prowincji Zgromadzenia Księży Marianów w latach 2005–2017, od 15 października 2013 wiceprzewodniczący Konferencji Wyższych Przełożonych Zakonów Męskich.

## Życiorys
Po ukończeniu studiów na Wydziale Elektroniki Politechniki Gdańskiej wstąpił do zakonu marianów, a święcenia kapłańskie przyjął w 1997 roku. W 2005 roku wybrany prowincjałem na kapitule zakonu w Licheniu.

### Prowincjał marianów
W 2010 ks. Naumowicz jako prowincjał marianów polecił ks. Adamowi Bonieckiemu MIC powrót do wspólnoty zakonnej w Warszawie, co zmusiło ks. Bonieckiego do rezygnacji z funkcji redaktora naczelnego Tygodnika Powszechnego, którego redakcja mieści się w Krakowie. Na początku listopada 2011 nałożył na niego zakaz wystąpień w mediach z wyjątkiem pisania do Tygodnika Powszechnego, bez podania przyczyn tej decyzji. Wkrótce po zakończeniu kadencji ks. Naumowicza jego następca, ks. Tomasz Nowaczek MIC, uchylił sankcję wobec ks. Bonieckiego.  
W październiku 2013 wyżsi przełożeni polskich struktur męskich zakonów katolickich w Polsce, zebrani w Częstochowie, wybrali go na stanowisko wiceprzewodniczącego Konferencji Wyższych Przełożonych Zakonów Męskich.